# Terror psicològic

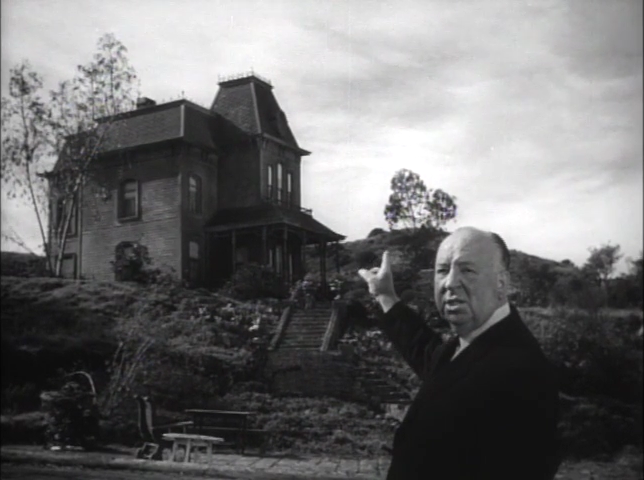
Fotograma d'un tràiler de la pel·lícula Psicosi, amb el seu director, Alfred Hitchcock, assenyalant la famosa casa que apareix a la pel·lícula.

El terror psicològic és un subgènere de la ficció terrorífica, ja sigui literària o cinematogràfica, que relata los temors dels personatges, les seves culpes, creences i supersticions. En aquesta mena de narració es cerca la subtilesa de l'efecte i el suggeriment més que el simple ensurt. La por s'intenta generar directament les emocions del lector o espectador, que acaba identificant-se amb els patiments extrems dels personatges. En el cinema, per reforçar la tensió i augmentar l'interès en la trama, s'acostuma a recórrer a efectes esgarrifosos de so, a una ambientació musical tètrica, a la inestabilitat emocional dels personatges, als paisatges i situacions estranyes o obscurament suggestius, etc.
Es considera que l'autor pioner d'aquest gènere és el gran contista nord-americà Edgar Allan Poe. Amb relats com El cor delator, L'home de la multitud o El dimoni de la perversitat, entre d'altres, va trobar un nou camí per fer obsoleta la tradicional novel·la gòtica, amb tota la seva cort de monges sanguinolentes i fantasmes encadenats.
Una derivació del terror psicològic el constitueix l'anomenat suspens, gènere literari i cinematogràfic que ha tingut nombrosos conreadors i del que és figura emblemàtica el director britànic Sir Alfred Hitchcock.

## Característiques
El terror psicològic originari, el de Poe i Sheridan Le Fanu (i, més modernament, el de Walter de la Mare i Henry James), recorre al suggeriment i a la subtilesa de traç, si es compara amb el gènere d'horror anterior (la literatura gòtica). Té, doncs, menys efectes especials i descripcions de violència física, ja que treballa principalment amb factors que afecten mentalment la audiència. Evita imatges gràfiques truculentes, tan típiques del cinema Slasher i el gore.
Més que la sang, l'element fonamental del terror psicològic és l'"ombra" arquetípica (seguint a Carl Gustav Jung), les tenebres, que representen sempre la idea d'amenaça, la por del desconegut. D'aquesta manera, l'espectador o lector s'estremeix davant l'exposició a pors i vulnerabilitats universals, centrades principalment en les parts més fosques de la psique humana, que la majoria de les persones reprimeix.
L'amenaça, així, prové del propi espectador o lector. El mal, per altra banda, moltes vegades s'amaga sota una normalitat aparent, en un àmbit quotidià, mentre que el subgènere Gore se centra més aviat en l'estrany, el visual i cridanerament fantàstic i sovint repugnant, el que no admet una explicació senzilla. Segons Carl Jung l'atracció de la inquietud causada per altri no representa més que un intent d'integrar l'alteritat de l'ombra, mentre que altres autors creuen que l'horror serveix únicament per reprimir-la.
Es podria argumentar que, en última instància, el terror psicològic no pertany, en realitat, al gènere de terror, al semblar-se més al gènere del thriller. Però en el terror psicològic és essencial espantar la audiència mentalment, mentre que això no passa a les novel·les d'intriga. És també conegut el subgènere del thriller psicològic, que té elements en comú, però cerca més aviat un impacte diferent en l'espectador que el del terror psicològic.
Un altre aspecte del terror psicològic, però més lligat amb el gore, és l'horror corporal. El propòsit és desenvolupar un sentiment de malestar mitjançant l'explotació de la por al patiment físic, a la malaltia, l'experimentació anormal, el parasitisme, la mutilació, les mutacions, la mera decadència física, etc.
Les pel·lícules El sexto sentido (1999), El projecte de la bruixa de Blair (1999) i The Others (2001) són clarament representatives del gènere. Així mateix, en el camp dels videojocs es recorre sovint al terror psicològic. Exemples: Silent Hill, Amnesia: The Dark Descent, Manhunt, Nocturne, Alan Wake, etc.